# São Gonçalo (Rio de Janeiro)
São Gonçalo és un municipi de l'estat brasiler de Rio de Janeiro a una altitud de 19 metres sobre el nivell del mar. La seva població el 2008 és de 982.832 habitants, sent la segona ciutat més poblada en l'estat, després de la capital.